# Neanotis rhombicarpa
Neanotis rhombicarpa là một loài thực vật có hoa trong họ Thiến thảo. Loài này được T.Yamaz. mô tả khoa học đầu tiên năm 1988.